# Estrada para os sonhos
ESTRADA PARA OS SONHOS – O que uma expedição pelos 5 continentes nos ensina sobre realizar nossos maiores projetos é um livro do engenheiro e motociclista Marcelo Leite, publicado pela Editora Gente. 

Sinopse
Uma Expedição pelos 5 Continentes. Uma volta ao mundo sobre duas rodas. Marcelo Leite e Beth Rodrigues realizaram este grande sonho equipados apenas de uma BMW GS1200, atravessaram as Américas, a Europa, o Oriente Médio, a África, a Austrália e a Ásia. Foram quase dois anos de fortes emoções e experiências incríveis,
Logo de início, levaram tiros na América Central e experimentaram os 50C do deserto no norte do México.
Tiveram que buscar novas rotas para o norte da África já que a “Primavera Árabe” fechou os caminhos pela Líbia e Síria.
Depois do Egito, tiveram dificuldades para entrar pelo Sudão e se sentiram sufocados com a miséria etíope.
No norte do Quênia, enfrentaram a estrada de Moyale, famosa pelos ataques de bandidos e até pelo histórico de sequestros de estrangeiros. Mas o convívio nos vilarejos da Tanzânia e o carinho Moçambicano foram enormes recompensas.
Depois veio a Austrália e a gigantesca Sibéria. Mas o maior desafio estava por vir: a Mongólia! Lutaram pela própria sobrevivência e acharam que não iriam sair de lá.
O Irã foi surpreendente, não só pela beleza, mas pela receptividade que tiveram.
No caminho de volta, passaram quase um mês rodando por Cuba. Uma experiência maravilhosa!
Ao final atravessaram 52 países pelos 5 continentes.
O livro retrata essa experiência, as emoções, os medos e as grandes vitórias. Traz também aprendizados importantes, que podem ser aplicados na vida profissional e pessoal.

Em 2014 foi disponibilizada a versão eBook.
Sobre o autor
Marcelo Leite é engenheiro de produção pela Escola Politécnica da USP. Foi diretor de empresas como Schlumberger, MasterCard e Alelo. Foi eleito por duas vezes “CIO do Ano” pela revista Exame Info (2008 e 2009).
Com 30 anos de motociclismo fez a “Expedição 5 Continentes” (2011/2013) e a expedição "Raízes do Rio Amazonas" (2014).
Dirige a DWQ Dream World Quest. É palestrante e consultor em planejamento e gestão de grandes projetos.

| Ficha Técnica     | Estrada para os sonhos      |
| ----------------- | --------------------------- |
| Autor             | Marcelo Leite               |
| Editora           | Ed. Gente                   |
| Prefácio          | Ozires Silva                |
| Formato           | Brochura                    |
| Número de Páginas | 224                         |
| ISBN              | 978-85-7312-911-3           |
| Lançamento        | 2013                        |
| Segunda Edição    | 2014                        |
| Página            | www.estradaparaossonhos.com |

1. ↑  http://www.editoragente.com.br/livro/262/estrada-para-os-sonhos
2. ↑  http://www.buscape.com.br/estrada-para-os-sonhos-o-que-uma-expedicao-pelos-5-continentes-nos-ensina-sobre-realizar-marcelo-leite-8573129115.html#precos
3. ↑  http://jornalbrasil.com.br/noticia/livro-estrada-para-os-sonhos-esta-entre-os-dez-mais-vendidos.html
4. ↑  http://www.leitoraviciada.com/2014/01/os-10-livros-mais-vendidos-segundo-veja_29.html
5. ↑  http://revistamarieclaire.globo.com/EuLeitora/noticia/2013/11/eu-leitora-rodei-cinco-continentes-de-moto-durante-dois-anos-e-voltei-mais-confiante-no-mundo.html
6. ↑  «Cópia arquivada». Consultado em 3 de abril de 2015. Arquivado do original em 5 de abril de 2015
7. ↑  http://epoca.globo.com/vida/noticia/2013/12/demos-bvolta-ao-mundob-em-650-dias.html
8. ↑  http://www.agapedobrasil.com.br/palestrante/152/Marcelo-Leite
9. ↑  http://www.magnumpalestras.com.br/palestrantes/marcelo-leite-e-beth-rodrigues/
10. ↑  http://www.link11.com.br/palestrantes/marcelo-leite/
11. ↑  «Cópia arquivada». Consultado em 3 de abril de 2015. Arquivado do original em 4 de abril de 2015